# Wulpenstraat
De Wulpenstraat is een straat in Brugge.

## Beschrijving
Adolf Duclos heeft een poging ondernomen om deze straatnaam te verklaren. Hij gaf drie mogelijkheden, maar geen zekerheid:
- de familienaam Gulpen of Wulpen die in Brugge in de 14de eeuw bekend was;
- de naam Wulp, die een zeevogel aanduidt;
- de kleine waterloop, genaamd Wulp, in Zande, die misschien een der zijvlieten van de Ieperlee was, die eertijds via verscheidene vertakkingen tot aan de Dampoort kwam.

Wat zeker is, is dat het om een oude naam gaat die een wijk of gehucht aanduidde:
- 1297: in Wulpine;
- 1311: in de wulpine;
- 1474: thenden Wulpen.

Weldra kwam er een straat door dat gehucht:
- 1336: inde wulpine straete aen 's gravenbrugghe;
- 1398: straetkin wulpen;
- 1426: Wulpkinestrate.

Als naam in Brugge, staat Wulpen niet alleen. Er is de gemeente Wulpen bij Veurne en er was het dorp Wulpen in Zeeuws-Vlaanderen. Men kent ook land met de naam Wulp, Wulpe of Wulpen in Aardenburg, Groede en Knokke, en een streek in Zeeuws-Vlaanderen. In de vroege 14de eeuw was er ook een plaats en huis in de Smedenstraat die Wulpkine heetten: bachte Wulpkine over tzant (1302).
De Wulpenstraat loopt van de kruising van Langerei en 's Gravenstraat tot aan de brug van het Sasplein.